# USS Chenango (CVE-28)
USS Chenango (ACV/CVE/CVHE-28) là một tàu sân bay hộ tống của Hải quân Hoa Kỳ trong Chiến tranh Thế giới thứ hai. Nguyên là một tàu chở dầu trước chiến tranh, nó được Hải quân trưng dụng để phục vụ như một tàu chở dầu quân đội, rồi được cải biến thành một tàu sân bay hộ tống thuộc lớp Sangamon. Chenango đã hoạt động tại Địa Trung Hải và Thái Bình Dương trong Thế Chiến II. Sau chiến tranh, nó được đưa về lực lượng dự bị, rồi được cho ngừng hoạt động vào năm 1946 và bị bán để tháo dỡ vào năm 1960.

## Chế tạo – Trưng dụng
Chenango là một trong số 12 tàu chở dầu thuộc lớp Cimarron được chế tạo theo một thiết kế phối hợp giữa Hải quân và Ủy ban Hàng hải mà sau đó được lặp lại bởi kiểu T3-S2-A1. Ban đầu được đặt lườn như là chiếc Esso New Orleans vào ngày 10 tháng 7 năm 1938 bởi hãng Sun Shipbuilding and Dry Dock Company tại Chester, Pennsylvania; nó được hạ thủy vào ngày 1 tháng 4 năm 1939, được đỡ đầu bởi Bà Rathbone; được bàn giao cho hãng Standard Oil Company và hoạt động cùng công ty này cho đến khi bị Hải quân Hoa Kỳ trưng dụng vào ngày 31 tháng 5 năm 1941. Nó được đổi tên thành USS Chenango (AO-31); và được đưa ra hoạt động vào ngày 20 tháng 6 năm 1941 dưới quyền chỉ huy của Thuyền trưởng, Trung tá Hải quân W. H. Mays.

## Cải biến thành tàu sân bay hộ tống
Chenango đã phục vụ tại Đại Tây Dương, vùng biển Caribbe và tại Thái Bình Dương cho đến tận Honolulu trong vai trò tàu chở dầu cho quân đội. Chenango đã có mặt tại Aruba vào ngày 16 tháng 2 năm 1942 khi một tàu ngầm U-boat của Đức Quốc xã bắn phá một trong những xưởng lọc dầu trên đảo. Nó được cho ngừng hoạt động tại New York vào ngày 16 tháng 3 để được cải biến thành một tàu sân bay hộ tống thuộc lớp Sangamon. Nó được phân loại thành một tàu sân bay phụ trợ với ký hiệu ACV-28 và được đưa ra hoạt động trở lại vào ngày 19 tháng 9 năm 1942.

## Lịch sử hoạt động

### 1942
Mang theo những máy bay của Không lực Lục quân Hoa Kỳ, Chenango lên đường vào ngày 23 tháng 10 cùng với lực lượng tấn công trong Chiến dịch Torch hướng đến Bắc Phi, và vào ngày 10 tháng 11 đã tung máy bay của nó ra đến cảng Lyautey tại Maroc vừa mới chiếm được. Nó tiến vào Casablanca vào ngày 13 tháng 11 để tiếp nhiên liệu cho 21 tàu khu trục trước khi quay trở về Norfolk, Virginia vào ngày 30 tháng 11, phải né tránh một cơn bão trên đường đi vốn đã gây ra những hư hại đáng kể.

### 1943
Sau khi được sửa chữa nhanh, Chenango lên đường hướng sang Thái Bình Dương vào giữa tháng 12. Đi đến Nouméa vào ngày 18 tháng 1 năm 1943, nó tham gia đội tàu sân bay hộ tống làm nhiệm vụ hỗ trợ trên không cho các đoàn tàu vận tải tiếp tế hỗ trợ cho việc tấn công và chiếm đóng quần đảo Solomon. Một trong những liên đội không lực của nó được gửi đến sân bay Henderson, Guadalcanal để hỗ trợ gần cho lực lượng Thủy quân Lục chiến. Một trong những nhiệm vụ của Chenango trong giai đoạn này là trực chiến canh chừng ngoài khơi hòn đảo đang bị giành giật quyết liệt này. Như một phần của các hoạt động tại quần đảo Solomon, máy bay của Chenango đã bảo vệ trên không nhằm hộ tống các tàu tuần dương hạng nhẹ St. Louis và Honolulu rút lui an toàn sau khi chúng bị hư hại trong trận Kolombangara vào ngày 13 tháng 7.
Được xếp lại lớp với ký hiệu lườn CVE-28 vào ngày 15 tháng 7, Chenango quay trở về Xưởng hải quân Mare Island vào ngày 18 tháng 8 cho một đợt đại tu, rồi hoạt động như một tàu sân bay huấn luyện cho các liên đội không lực mới cho đến ngày 19 tháng 10. Nó khởi hành từ San Diego để tham gia lực lượng tấn công quần đảo Gilbert tại Espiritu Santo vào ngày 5 tháng 11. Trong cuộc chiếm đóng đảo san hô Tarawa từ ngày 20 tháng 11 đến ngày 8 tháng 12, máy bay của nó đã bảo vệ cho việc tiến quân của lực lượng tấn công, ném bom và bắn phá các bãi biển trước lúc đổ bộ, và bảo vệ các đoàn tàu vận tải ngoài khơi. Nó quay trở về San Diego cho một giai đoạn huấn luyện khác.

### 1944
Khởi hành từ San Diego vào ngày 13 tháng 1 năm 1944, Chenango đã hỗ trợ cho các cuộc đổ bộ chiếm đóng Roi, Kwajalein và Eniwetok trong Chiến dịch quần đảo Marshall. Sau khi bảo vệ cho nhóm hậu cần tiếp nhiên liệu cho các tàu chiến tham gia tấn công Palau, Chenango về đến Espiritu Santo vào ngày 7 tháng 4. Nó lên đường tham gia các cuộc đổ bộ lên Aitape và Hollandia (ngày nay là Jayapura) từ ngày 16 tháng 4 đến ngày 12 tháng 5, rồi gia nhập Đội đặc nhiệm 53.7 cho hoạt động đổ bộ lên quần đảo Mariana. Máy bay của nó đã đánh chìm tàu bè đối phương, phá hủy các cơ sở sân bay và cảng trên đảo Pagan, cũng như tiến hành các phi vụ trinh sát hình ảnh quý giá tại Guam. Từ ngày 8 tháng 7, nó tham gia việc bắn phá hàng ngày xuống Guam nhằm chuẩn bị cho việc đổ bộ lên đảo. Nó quay trở về đảo Manus vào ngày 13 tháng 8 để nhận tiếp tế và huấn luyện.
Từ ngày 10 đến ngày 29 tháng 9, Chenango tham gia vào việc vô hiệu hóa các sân bay đối phương tại Halmahera nhằm hỗ trợ cho việc chiếm đóng Morotai, một chặng trong con đường trở lại Philippines. Sau khi được chuẩn bị tại Manus, Chenango lên đường vào ngày 12 tháng 10 thực hiện các cuộc không kích lên Leyte chuẩn bị cho cuộc đổ bộ vào ngày 20 tháng 10. Chenango và tàu sân bay chị em Sangamon bị ba máy bay Nhật tấn công vào xế trưa ngày đổ bộ, tất cả đều bị bắn rơi và một phi công bị bắt sống. Đi đến Morotai để nhận máy bay mới, Chenango đã không ở trong vùng chiến sự vào lúc diễn ra Trận chiến vịnh Leyte, nhưng đã quay trở lại vào ngày 28 tháng 10 cung cấp máy bay thay thế cho các tàu sân bay hộ tống chị em, vốn đã thành công trong việc ngăn chặn hạm đội Nhật Bản tiến vào vịnh Leyte. Ngày hôm sau, nó lên đường cho một đợt đại tu tại Seattle, Washington kéo dài đến ngày 9 tháng 2 năm 1945.

### 1945
Sau giai đoạn đại tu, Chenango lại đi sang phía Tây, đến Tulagi thuộc quần đảo Solomon vào ngày 4 tháng 3. Nó tiến hành huấn luyện, rồi khởi hành từ Ulithi vào ngày 27 tháng 3 cho cuộc tấn công Okinawa. Nó hỗ trợ trên không cho cuộc đổ bộ nghi binh lên mỏm cực Nam của hòn đảo, rồi được giao nhiệm vụ vô hiệu hóa các căn cứ kamikaze tại Sakashima Gunto. Ngày 9 tháng 4, một máy bay tiêm kích gặp tai nạn khi hạ cánh đã gây một đám cháy nghiêm trọng trong số máy bay đang chất đầy vũ khí trên sàn đáp của Chenango. Việc cứu hộ thành thạo của thủy thủ đoàn đã giúp nó tránh được hư hại nặng, và Chenango tiếp tục ở lại ngoài khơi Okinawa cho đến ngày 11 tháng 6. Sau khi hộ tống một đoàn tàu vận tải chở dầu đến vịnh San Pedro, Chenango lên đường vào ngày 26 tháng 7 gia nhập lực lượng tiếp liệu cho Đệ Tam hạm đội, rồi tham gia đợt tấn công cuối cùng lên chính quốc Nhật Bản.

### Sau chiến tranh – Tháo dỡ
Sau khi cuộc xung đột kết thúc, Chenango đã hỗ trợ cho lực lượng chiếm đóng, và đã giải cứu khoảng 1.900 tù binh chiến tranh Đồng Minh cùng 1.500 thường dân khỏi các trại lao động khổ sai. Nó rời vịnh Tokyo vào ngày 25 tháng 10, và sau một đợt đại tu ngắn tại San Diego, quay trở lại nhiệm vụ "Magic Carpet", vận chuyển cựu chiến binh từ Okinawa và Trân Châu Cảng quay trở về vùng Bờ Tây. Chenango khởi hành từ San Pedro, California vào ngày 5 tháng 2 năm 1946 để đi Boston, và được đưa về lực lượng dự bị tại đây vào ngày 14 tháng 8. Nó được tái xếp lớp thành CVHE-28 vào ngày 12 tháng 6 năm 1955, được rút khỏi Đăng bạ Hải quân vào ngày 1 tháng 3 năm 1959, bị bán và rút khỏi tài sản của hải quân vào ngày 12 tháng 2 năm 1960.

## Phần thưởng
Chenango được tặng thưởng Đơn vị Tuyên dương Hải quân cùng 11 Ngôi sao Chiến đấu do thành tích hoạt động trong Thế Chiến II.